# Урбанський Євген Якович
Євген Якович Урбанський (27 лютого 1932—5 листопада 1965) — радянський актор театру і кіно.

## Біографія
Євген закінчив Школу-студію МХАТ (курс В. О. Топоркова) в 1957 році. У тому ж році був прийнятий в трупу МДТ імені К. С. Станіславського.
Євген Урбанський трагічно загинув 5 листопада 1965 року зйомках фільму «Директор» (реж. А. Салтиков). На знімальному майданчику, в 40 км від Бухари, знімалася сцена проїзду автоколони по пісках. Згідно зі сценарієм машина Зворикіна (героя Урбанського) повинна промчати прямо через бархани, обігнати колону і очолити її. Найбільш складний кадр в цій сцені — стрибок машини з одного з барханів. Перший дубль пройшов нормально, але другий режисер Микола Іванович Москаленко, який вів в цей день зйомку, запропонував зробити ще один дубль, хотів, щоб машина підстрибувала вище. На другому дублі машина несподівано перекинулася. Від отриманих травм Урбанський помер по дорозі в лікарню.
23 листопада 2022 року через 57 років керівництво «Мосфільму» опублікувало унікальні кадри останніх хвилин життя Євгена Урбанського. Стару плівку було дивом знайдено в архівах кіностудії. На кадрах видно, як у сцені проїзду відкритого автомобіля барханами машина на швидкості підстрибнула, перекинулася і внаслідок чого актор загинув.

## Вибрана фільмографія
- 1957 — Комуніст
- 1959 — Балада про солдата
- 1959 — Ненадісланий лист
- 1960 — Випробувальний термін
- 1961 — Чисте небо
- 1961 — Хлопчик і голуб
- 1964 — Велика руда
- 1964 — П'ядь землі